# Abudius Ruso
Abudius Ruso († nach 34) war ein römischer Senator und Delator unter Kaiser Tiberius.
Rusos Lebensdaten und sein familiärer Hintergrund sind nicht überliefert. Zu Beginn der 30er-Jahre des 1. Jahrhunderts diente er in Obergermanien als Legat unter Gnaeus Cornelius Lentulus Geatulicus. Ruso war Ädil, als er seinen früheren Vorgesetzten wegen dessen Verbindungen zum drei Jahre zuvor in Ungnade gefallenen Prätorianerpräfekten Lucius Aelius Seianus angriff. Ob es zu einer formalen Anklage gegen Lentulus kam, ist unklar; dieser wurde jedenfalls nicht verurteilt, Ruso dagegen aus Rom verbannt.
Einzige Quelle für Rusos Wirken sind die Annalen des Tacitus.